# Ивайло Найденов
Ивайло Найденов е български футболист, десен бек, играещ за „Славия“.

## Кариера
На 13 август 2016, Найденов прави дебюта си за ПФК „Левски“ (София). Той заменя Божидар Краев в последните минути на мача между Левски и Лудогорец, завършил 1:0 в полза на неговия отбор.

## Статистика
Той вкарва първия си гол в елита срещу Монтана на стадион Огоста с резутат 0:4 полза на Левски.
| Клубно представяне | Клубно представяне | Клубно представяне | Лига   | Лига   | Купа             | Купа             | Континетални | Континетални | Други  | Други  | Общо   | Общо   | Общо |
| Клуб               | Лига               | Сезон              | Мачове | Голове | Мачове           | Голове           | Мачове       | Голове       | Мачове | Голове | Мачове | Голове |      |
| България           | България           | България           | Лига   | Лига   | Купа на България | Купа на България | Европа       | Европа       | Други  | Други  | Общо   | Общо   |      |
| ------------------ | ------------------ | ------------------ | ------ | ------ | ---------------- | ---------------- | ------------ | ------------ | ------ | ------ | ------ | ------ | ---- |
| Левски (София)     | Първа Лига         | 2016/17            | 7      | 0      | 0                | 0                | –            | –            | –      | –      | 7      | 0      |      |
| Левски (София)     | Общо               | Общо               | 7      | 0      | 0                | 0                | 0            | 0            | 0      | 0      | 7      | 0      |      |
| Клубна статистика  | Клубна статистика  | Клубна статистика  | 7      | 0      | 0                | 0                | 0            | 0            | 0      | 0      | 7      | 0      |      |